# 深尾角馬
深尾 角馬（ふかお かくま、1631年（寛永8年） - 1682年（天和2年））は、江戸時代の剣客。雖井蛙流平法の創始者。名は重義。号は井蛙。

## 生涯
岡山藩池田家中河田理右衛門の子、河田喜六として生まれる。1632年（寛永9年）、藩主池田光仲の鳥取藩移封に従い、鳥取に移る。
父から丹石流を学び、去水流、東軍流、卜伝流、神道流、新陰流、タイ捨流、岩流、戸田流など諸流の剣術を修めた。
深尾家を継いで深尾角馬と名を改め、剣法の流儀を創始。「井の中の蛙と雖も大海を知らざるべけんや」として流儀の名を「雖井蛙流」とした。安心流、化顕流の居合も創始した。

## 深尾角馬が登場する作品
- 『秘剣水鏡』（1998年、徳間文庫）戸部新十郎 - 牡丹

- 『深尾くれない』（2004年、新潮文庫）宇江佐真理
- 『侍はこわい』（2005年、光文社文庫）司馬遼太郎 - 狐斬り
- 『竹島御免状』（2010年、角川文庫）荒山徹